# Otakar Husák
 Otakar Husák  (ur. 23 kwietnia 1885 w Nymburku, zm. 12 czerwca 1964 w Pradze) – czeski generał.

## Życiorys
Pierwotnie pracował jako inżynier chemik, przed wybuchem I wojny światowej kierował zakładami chemicznymi w Warszawie.
Na początku wojny został członkiem Drużyny Czeskiej a następnie Korpusu Czechosłowackiego w Rosji, z którym brał udział w bitwie pod Zborowem. Jesienią 1917 r. z częścią Korpusu Czechosłowackiego przeszedł do Francji, gdzie walczył m.in. pod Vouziers i Terron.
W grudniu 1918 r. powrócił do ojczyzny, gdzie był najpierw szefem Kancelarii Wojskowej Prezydenta Republiki Czechosłowackiej (1919–1920) a następnie ministrem obrony narodowej (1920–1921). Od 1920 r. generał brygady.
Później odszedł do rezerwy i działał jako dyrektor Czechosłowackich Zakładów Akcyjnych dla Materiałów Wybuchowych.
W latach 1939–1945 był więźniem obozu koncentracyjnego w Buchenwaldzie.
Po zakończeniu wojny dyrektor firmy Synthesia Semtín niedaleko Pardubic.
W okresie 1950–1956 trzymany w więzieniach na Pankracu i w Mírovie. Po zwolnieniu początkowo nie mógł zdobyć pracy, następnie pracował jako stróż nocny (do 1960 r.). Rehabilitacji nie dożył, został zrehabilitowany pośmiertnie dopiero w 1968 r.

## Odznaczenia
- Order Milana Rastislava Štefánika II Klasy – 1992, pośmiertnie[1]
- Krzyż Wojenny Czechosłowacki (1914–1918)
- Czechosłowacki Medal Rewolucyjny
- Czechosłowacki Medal Zwycięstwa
- Commandeur Legii Honorowej – Francja
- Officier Legii Honorowej – Francja
- Chevalier Legii Honorowej – Francja
- Croix de Guerre 1914–1918 – Francja